# Colombar des Philippines
Treron axillaris
Espèce
Statut de conservation UICN

 LC  : Préoccupation mineure
Le Colombar des Philippines (Treron axillaris) est une espèce d'oiseaux des Philippines appartenant à la famille des Columbidae, autrefois considérée comme une sous-espèce du Colombar pompadour (T. pompadora).

## Répartition et sous-espèces
Cet oiseau vit dans les forêts tropicales de l'archipel des Philippines.
Selon la classification de référence du Congrès ornithologique international (15.1, 2025) il se répartit en quatre sous-espèces :
- T. a. amadoni Parkes, 1965 — nord de Luçon ;
- T. a. axillaris (Bonaparte, 1855) — sud de Luçon, Polillo, Catanduanes, Mindoro, Lubang et Alabat ;
- T. a. canescens Parkes, 1965 — Visayas, Basilan et Mindanao ;
- T. a. everetti (Rothschild, 1894) — archipel de Sulu ;